# مايك غولدبرغ
مايك غولدبرغ (بالإنجليزية: Mike Goldberg)‏ هو معلق رياضي أمريكي، ولد في 24 نوفمبر 1964 في سينسيناتي في الولايات المتحدة.

## وصلات خارجية
- مايك غولدبرغ على موقع IMDb (الإنجليزية)
- مايك غولدبرغ على موقع قاعدة بيانات الفيلم (الإنجليزية)